# 浅茅陽子
浅茅 陽子（あさぢ ようこ、1951年〈昭和26年〉4月2日 - ）は、日本の女優。静岡県清水市生まれ。身長160cm。桐朋学園短期大学部欧米文化コース卒業。

## 人物・来歴
大学を卒業して文化服装学院に通っていた時、大学の先輩だった山本亘にスカウトされ、1974年に『かあさんの明日』（CX）でデビュー。
1976年、『雲のじゅうたん』 のヒロイン・飛行家を目指す小野間真琴役で伸びやかな女性像を演じて全国的な人気を得る（劇中では東北弁を使う役だったため、「ヘバちゃん」の愛称で親しまれた）。
芸名は本名よりも派手な名前をと占い師に相談したが「あなたには派手な名前は似合わない」と言われ、万葉集の中に出て来る「浅茅」という言葉と、「浅茅はチガヤのこと、チガヤという草には太陽の光が必要」ということから「陽子」の名前を提示されて名付けられた。
1977年、エランドール新人賞受賞。
1988年からは『暴れん坊将軍』（テレビ朝日）にて、め組の辰五郎の妻・おさい役（2代目）でレギュラー出演。
1986年から「黄金の味」のCMキャラクターに起用され、生活感溢れる主婦役が好評を博す。翌年の続編が全日本CMフェスティバルテレビCM部門優秀賞を受賞。
エバラ食品工業のCMの顔となり、1991年には『エバラ家の人々』として映画化されるほどの代表作となったが、1992年春頃から雑誌などで動物愛護を理由とするベジタリアンであることを公表し始め、同時期に出演したテレビ番組でも同様の発言をした影響から、すべてのCMを降板した。
趣味はビーズアクセサリー作り。

## 出演

### 映画
- おとうと
- 日本の熱い日々 謀殺・下山事件（1981年、松竹）
- 「さよなら」の女たち（1987年、東宝）
- ぼくらの七日間戦争（1988年、東宝）
- 砂の上のロビンソン（1989年、ATG）
- エバラ家の人々（1991年、ニュー・センチュリー・プロデューサーズ）
- 綱引いちゃった!（2012年、東宝）
- 罪の声（2020年、東宝） - 大島美津子 役
- この小さな手（2023年、フルモテルモ）[7]

### テレビドラマ
- かあさんの明日（1974年7月3日、フジテレビ）
- わたしはアキ（1974年、TBS）
- 家族あわせ（1974年、TBS） - 大沢朋子 役
- あんたがたどこさ 第2シリーズ（1975年、TBS）
- 俺たちの勲章 第7話「陽のあたる家」（1975年、日本テレビ・東宝） - 吉野ジュンコ 役
- 炎の記憶（1975年、日本テレビ）
- 虹のエアポート（1975年、TBS） - 石原純子 役
- はぐれ刑事（1975年、日本テレビ・国際放映） - 滝川淳子 役
- 連続テレビ小説（NHK総合）
  - 雲のじゅうたん（1976年） - 主演・小野間（稲葉）真琴 役
  - おしん（1983年 - 1984年） - 田倉道子
  - おひさま（2011年） - 櫻井サキ 役
  - なつぞら（2019年） - 杉山雅子 役
- 江戸を斬る（TBS・C.A.L）
  - 第2部 第4話「人質を奪回せよ！」（1975年12月1日） - お絹 役
- 新・座頭市 第1シリーズ 第8話「雨の女郎花」（1976年、フジテレビ） - お紋
- さくらさくら（1977年、フジテレビ）
- 西郷隆盛伝 いのちもいらず名もいらず（1977年、TBS）
- 水戸黄門（TBS・C.A.L）
  - 第8部 第2話「駕籠屋になった助さん格さん・川崎」（1977年7月25日） - おりょう 役
  - 第11部 第14話「河豚にあたった若旦那・仙台」（1980年11月17日） - おひで 役
  - 第37部 第15話「三下り半は御免蒙る・宮古」（2007年7月16日） - 志津 役
  - 第43部 第9話「楓に惚れた手筒花火師・吉田」（2011年9月5日） - おせい 役
- おくどはん（1978年、テレビ朝日）
- 土曜ワイド劇場・幽霊シリーズ（テレビ朝日） - 永井夕子 役
  - 幽霊列車（1978年1月14日）
  - 幽霊海岸（1978年10月21日）
  - 迷探偵コンビ危機一髪! 善人村の幽霊祭り（1979年6月2日）
  - 迷探偵コンビは死なず！幽霊湖の花嫁（1979年10月27日）
  - 迷探偵コンビ潜入せよ! 幽霊学園祭（1981年4月11日）
  - 幽霊温泉 迷探偵コンビ死の旅へ！（1981年11月7日）
  - 迷探偵コンビの危険旅行 幽霊結婚（1982年5月8日）
- 土曜ワイド劇場（テレビ朝日） - 尾形明美 役
  - 瀬戸内海殺人事件 女28才の疑惑 殺人現場は瀬戸内?東京?（1983年3月19日）
  - ハイミス探偵日記　空中サーカス殺人事件　女ピエロはなぜ街を走ったか?（1983年8月20日）
- 早筆右三郎（1978年、NHK総合） - お蝶 役
- ザ・ネットワーク「長島監督ごめんなさい」（1978年4月15日、フジテレビ）
- 日立スペシャル「獅子のごとく」（1978年8月21日、TBS）
- 三男三女婿一匹 第2シリーズ（1978年、TBS）
- 混声の森（1978年、TBS）
- 野性の証明（1979年、毎日放送）
- 熱愛一家・LOVE（1979年、TBS）
- 続 おくどはん（1979年、朝日放送）
- 女のそろばん（1979年、テレビ朝日）
- 楽園の日々（1980年、NHK総合）
- 暴れん坊将軍シリーズ（テレビ朝日 / 東映）
  - 吉宗評判記 暴れん坊将軍 第100話「天下御免のにせ将軍」（1980年） - お仲 役
  - 暴れん坊将軍II 第115話「借金取りを呑んだ女!」（1985年） - おとよ 役
  - 暴れん坊将軍III〜Vシリーズ（1988年 - 94年） - おさい 役（2代目、め組の頭・辰五郎(北島三郎)の妻）
- 木曜ゴールデンドラマ「逃亡の果て 史上最大の保険金詐取殺人事件」（1980年5月1日、よみうりテレビ）
- お化けのサンバ（1980年、12ch）
- サントリースペシャル「望郷の星－長谷川テルの青春」（1980年5月25日、TBS）
- 傑作推理劇場「和久峻三の尊属殺人事件」（1980年7月24日、テレビ朝日）
- 土曜ナナハン学園危機一髪「ゴーイング・ママ・ウェイ」（1980年、フジテレビ）
- 続・続 事件（1980年、NHK総合）
- ママに乾杯（1980年、フジテレビ）
- 大河ドラマ おんな太閤記（1981年、NHK総合）
- 平岩弓枝ドラマシリーズ「日本のおんなシリーズII 天の花地の星」（1981年4月15日、フジテレビ）
- 時代劇スペシャル （フジテレビ）
  - 「着ながし奉行 悪徳の巣にいどむ一匹侍」（1981年5月1日） - お玉 役
  - 「十六文からす堂 江戸占い謎を斬る」（1982年7月16日） - お紺 役
  - 「十六文からす堂 初夜は血の匂い」（1983年6月10日）
- 文吾捕物帳（1981年 - 1982年、テレビ朝日・三船プロ） - お千代 役
- 松本清張の「顔」（1982年9月、TBS） - 夏川ユキ 役
- 裸の大将放浪記 第10話「天狗の鼻は高いので」（1982年、関西テレビ） - 琴子 役
- 土曜ワイド劇場・松本清張の溺れ谷「蜂は一度刺して死ぬ！」（1983年4月9日、テレビ朝日） - 竜田香屋子 役
- 高校聖夫婦（1983年、TBS） - 浜野京子 役
- 恋人よ、われに帰れ Lover Comeback to Me（1983年9月23日、フジテレビ）
- 大奥 第43話「愛と哀しみの聖母」（1984年、関西テレビ） - 信乃 役
- 若き血に燃ゆる〜福沢諭吉と明治の群像（1984年、テレビ東京） - 勝たみ 役
- 宮本武蔵（1984年、NHK総合）
- 特捜最前線「疑惑のXデー・爆破予告1010!」（1985年、テレビ朝日） - 別所戸根子 役
- 夢家族（1986年、NHK総合）
- 青いカラス連続殺人（1986年、朝日放送）
- ドラマ女の手記「温泉仲居物語・湯煙り湯の街女の涙」（1986年、テレビ東京系） - 主演
- 銀河テレビ小説（NHK総合）
  - おんなの時代（1987年） - 染井初子 役
- 金曜女のドラマスペシャル「二重裁判 宿命の女」（1987年、フジテレビ）
- 夏家族（1987年）
- 傑作時代劇（1987年、テレビ朝日）
  - 第7話「町奉行日記 単身赴任、今日も出社せず」
  - 第22話「忠臣蔵異聞　生きていた吉良上野介」
- 妻そして女シリーズ / 砂上の家族（1988年、毎日放送・TBS系）※主題歌も担当
- 月曜・女のサスペンス・列島縦断事件シリーズ「孔雀の誘惑」（1989年2月、テレビ東京系） - 主演
- 坂本龍馬（1989年、TBS） - お登勢 役
- 火曜サスペンス劇場（日本テレビ）
  - 「朝比奈周平ミステリーシリーズ」（1991年、1992年） - 朝比奈玲子 役
  - 「地方記者・立花陽介16「別府国東通信局」」（2000年） - 由美 役
- 千代の富士物語（1991年、関西テレビ・フジテレビ系） - 秋元喜美江 役
  - 第2部 青春篇 (1992年)
  - 第3部 栄光への道 (1992年)
- 平清盛（1992年、TBS） - 小督の母 役
- サスペンス・魔「迷い道」（1993年9月、関西テレビ・フジテレビ系）
- 本日休診（1994年3月、テレビ東京系）
- 詐欺・狙われた実印（1995年、CBC・総合ビジョン） - 主演
- ビーチボーイズ(1997年、フジテレビ) - 第7話 菊田美智恵 役
- 39歳の秋（1998年、TBS） - 咲子 役
- ブラックジャックによろしく（2003年、TBS） - 斉藤トモ子 役
- 松本清張ドラマスペシャル・黒の回廊（2004年3月23日、日本テレビ） - 金森幸恵 役
- スカイハイ2 第六死「死者は大晦日のK-1選手!! 母のため復讐なさい」（2004年、テレビ朝日） - 金坂喜代美 役
- 名奉行! 大岡越前 第2部 第7話 「殺人犯に母の面影を見た娘…！父が裁く涙のお白州」（2006年、テレビ朝日） - おふじ 役
- きらきら研修医 第4話（2007年、TBS） - ゲスト
- トップセールス（2008年4月、NHK総合）
- パンダが町にやってくる（2008年11月、毎日放送・TBS系） - 若菜ゆり 役
- オトコマエ!2（2009年10月10日、NHK総合） - 勝乃 役
- JIN-仁 完結編（2011年5月8日、TBS） - おばば様（孝） 役
- 月曜ゴールデン「刑事シュート しゅうと&ムコの事件日誌3」（2011年7月25日、TBS） - 山際佐紀子 役
- 水曜ミステリー9（テレビ東京）
  - 「山村美紗サスペンス 看護師・戸田鮎子の推理カルテ」（2012年7月11日） - 木村杏子 役
  - 「北海道警事件ファイル 警部補 五条聖子2 函館殺人迷宮」（2014年5月21日） - 下島勝江 役
- 最高の離婚（2013年3月21日、フジテレビ） - 濱崎清恵 役
- ご縁ハンター（2013年4月13日 - 4月27日、NHK総合） - 蓮見共子 役
- 幸せになる3つの買い物「『いいね!』を買った女」（2013年6月25日、関西テレビ） - 堀内芳江 役
- 最高の離婚 スペシャル2014（2014年2月8日、フジテレビ） - 濱崎清恵 役
- 2夜連続スペシャルドラマ・レッドクロス〜女たちの赤紙〜（2015年8月1日・2日、TBS） - 天野絹江 役
- コウノドリ 第5話（2015年11月13日、TBS） - 加賀美美智子 役
- 家族ノカタチ（2016年、TBS） - 永里美佐代 役
- 嫌な女 第1回（2016年3月6日、NHK BSプレミアム） - 西岡克枝 役
- はじめまして、愛しています。（2016年7月 -、テレビ朝日系） - 梅田志乃 役
- ぬけまいる〜女三人伊勢参り 第2話「川を越え 女はふりかえる」（2018年11月3日、NHK総合） - チヨ 役
- シャーロック (テレビドラマ) 第1話（2019年11月7日、フジテレビ） - 赤羽雅恵 役
- 天狗の台所（2023年10月5日 - 、BS-TBS・BS-TBS 4K） - 飯綱式子 役[8]

### 舞台
- 美空ひばり物語
- 新・美空ひばり物語
- がしんたれ（　年）
- 42丁目のキングダム
- アニー
- 屋根の上のヴァイオリン弾き
- わかば

### 情報・バラエティ番組
- タケちゃんの思わず笑ってしまいましたPart7（1986年、フジテレビ）- 料理番組コント「お夜食バンザイ」
- ライオンのごきげんよう（1991年1月15日、フジテレビ）
- クイズ百点満点（1993年、NHK総合）
- コメディーお江戸でござる（NHK総合）

他多数

### 吹き替え
- こちらブルームーン探偵社 マディ・ヘイズ（シビル・シェパード）
- ブロッサム　タリア・シャイア

### CM
- 東條會館　結婚式場（1975年）
- 第一勧業銀行（現・みずほ銀行）
- シャープ 冷蔵庫、オーブンレンジ、石油ストーブ（1979年）
- ヤンマー
- ハウス食品 麻婆豆腐
- 中外製薬 ナイスロン（1983年）
- エバラ食品工業 焼肉のたれ「黄金の味」・ステーキソース・浅漬けの素（1986年 - 1992年）[9]
- はくばく うどん（1987年）
- アルファクラブ　さがみ典礼（2018年現在）

## 音楽作品

### シングル
- 恋の風車[10] c/w 恋人を待つ女（1988年10月） - ドラマ「妻そして女シリーズ / 砂上の家族」主題歌 テイチク RE-866/10SH-70/10CH-35
- 浮世めおと草（川地民夫とデュエット）（2008年9月26日） フリーボード FBCM-75

## 受賞歴
- エランドール新人賞（1977年）